# 下湯江
下湯江（しもゆえ）は、千葉県君津市の地名。丁番を持たない単独町名で、郵便番号は299-1131。

## 地理
市内北西部の小糸川下流左岸に位置する。地内中央部に比較的住宅が集まっており、南北には田畑が広がる。
北で人見・中富（北西側）・中野、北東で中富（南東側）・貞元、東から南にかけて上湯江、西で富津市前久保・富津市本郷・富津市二間塚とそれぞれ接する（特記ないものは君津市）。

### 河川
- 小糸川
- 江川

## 歴史

### 沿革
- 江戸時代 - 周淮郡下湯江村成立。
- 1763年（宝暦13年） - 中富村と小糸川の流路をめぐる境界争いが発生。
- 1873年（明治6年） - 下湯江村、千葉県に所属。
- 1889年（明治22年）4月1日 - 町村制施行により周淮郡貞元村大字下湯江となる。
- 1897年（明治30年）4月1日 - 貞元村、郡統合により君津郡所属となる。
- 1954年（昭和29年）3月31日 - 貞元村と君津町（初代）・周南村が合併し君津郡君津町（2代目）が成立、同町の大字となる。
- 1971年（昭和46年）9月1日 - 君津町が市制施行し、君津市となる。

## 世帯数と人口
2017年（平成29年）10月31日現在の世帯数と人口は以下の通りである。
| 大字   | 世帯数  | 人口  |
| ------ | ------- | ----- |
| 下湯江 | 232世帯 | 536人 |

## 小・中学校の学区
市立小・中学校に通う場合、学区は以下の通りとなる。
| 番地 | 小学校             | 中学校             |
| ---- | ------------------ | ------------------ |
| 全域 | 君津市立貞元小学校 | 君津市立君津中学校 |

## 交通
地内を通る鉄道路線はない。最寄駅は内房線君津駅。

### バス
君津市コミュニティバスの路線が北東端を通過するが、地内にバス停はない。

### 道路
一般県道
- 千葉県道158号君津青堀線 - 地内北東から西へ抜ける。
- 千葉県道159号君津大貫線 - 地内北東から南西へ抜ける。一部158号と重複。

## 施設
- 君津モータースクール（一部施設は上湯江に所在）
- 法厳寺
- 宝蔵寺
- 春日神社
- 東京電力青堀変電所

## 史跡
- 下湯江陣屋跡